# Lupinus perblandus
Lupinus perblandus är en ärtväxtart som beskrevs av Charles Piper Smith. Lupinus perblandus ingår i släktet lupiner, och familjen ärtväxter. Inga underarter finns listade i Catalogue of Life.